# رفراف مانوس القزم
رافراف مانوس القزم (الاسم العلمي Ceyx dispar)، طائر من مخيط الماء وفصيلة رفرافيات. موطنه الجزر الأميرالية (مانوس) الواقعة في أرخبيل بسمارك التابع لبابوا غينيا الجديدة. موائله الطبيعية أراضي الغابات الرطبة المنخفضة الشبه الاستوائية أ المدارية.